# SV Dynamo (DDR)

Logo van de SV Dynamo

De SV Dynamo (Sportvereniging Dynamo) was de sportorganisatie van de veiligheidsdiensten van de voormalige DDR. De vereniging werd opgericht op 27 maart 1953 en had haar hoofdkwartier in de Oost-Berlijnse wijk Hohenschönhausen. Vanaf de oprichting tot 23 november 1989 was Erich Mielke, minister van Staatssicherheit (Stasi), voorzitter van SV Dynamo. Dynamo was een omnisportvereniging naar het voorbeeld van verenigingen in de Sovjet-Unie. Vanaf het begin had Dynamo naast sportieve ook politieke doelstellingen; de successen van de Dynamo-sporters werden gevierd als successen van de Oost-Duitse staat. Na de Duitse hereniging werd de vereniging in 1990 opgeheven. Op het hoogtepunt had de vereniging 280.000 leden, met name uit de kringen van de Volkspolizei, de grensbewaking en de Stasi.

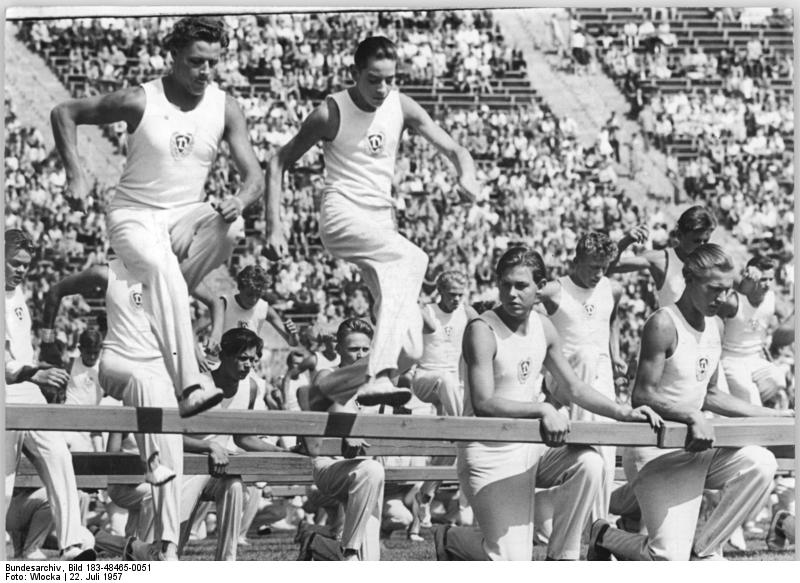
Dynamo-turners in Leipzig

De SV Dynamo had diverse onderverenigingen, waaronder de SC Dynamo Berlin uit Oost-Berlijn en de SG Dynamo Dresden. Sporters van SV Dynamo waren zowel nationaal als internationaal zeer succesvol en wonnen bijvoorbeeld meer dan 200 Olympische medailles. Na de Duitse hereniging werd bekend dat bij SV Dynamo systematisch gebruik werd gemaakt van doping.